# Calocheiridius loebli
Espèce
Calocheiridius loebli est une espèce de pseudoscorpions de la famille des Olpiidae.

## Distribution
Cette espèce est endémique du Kerala en Inde. Elle se rencontre dans les Nelliampathi Hills.

## Description
Calocheiridius loebli mesure de 1,5 à 1,7 mm.

## Étymologie
Cette espèce est nommée en l'honneur d'Ivan Löbl.

## Publication originale
- (de) Max Beier, « Pseudoscorpione aus Südindien des Naturhistorischen Museums in Genf », Revue suisse de zoologie, MHNG, vol. 81, no 4,‎ décembre 1974, p. 999-1017 (ISSN 0035-418X, lire en ligne).